# UDDI
UDDI son las siglas del catálogo de negocios de Internet denominado  Universal Description, Discovery and Integration. El registro en el catálogo se hace en XML. UDDI es una iniciativa industrial abierta (sufragada por la OASIS) entroncada en el contexto de los servicios Web. El registro de un negocio en UDDI tiene tres partes:
- Páginas blancas - dirección, contacto y otros identificadores conocidos.
- Páginas amarillas - categorización industrial basada en taxonomías.
- Páginas verdes - información técnica sobre los servicios que aportan las propias empresas.

UDDI es uno de los estándares básicos de los servicios Web cuyo objetivo es ser accedido por los mensajes SOAP y dar paso a documentos WSDL, en los que se describen los requisitos del protocolo y los formatos del mensaje solicitado para interactuar con los servicios Web del catálogo de registros.